# Пробуждане
„Пробуждане“ е името на дебютния албум на българската фолк метъл група Балканджи, издаден през 2001 година. Албумът е записан, продуциран и издаден лично от основателите на групата Кирил Янев и Николай Баровски поради липса на интерес към подобна музика от страна на музикалните издатели в България. „Пробуждане“ се разпространява и в чужбина под името Awake, което е превод на българското заглавие. Музиката в него е силно повлияна от българския фолклор и традиции, а в повечето песни са използвани някои традиционни български инструменти като кавал, тамбура, тъпан и т.н. Освен тях основна роля в музикалната структура и хармонията на песните играе електронният кийборд. Повечето текстове също са вдъхновени от българската народна музика и обичайните теми в нея.
Парчето „Аз тебе, либе, съм залюбил“ е първата записана от групата песен, след като българският поет Константин Николов моли новосъздадената група да напише музика по негово стихотворение. Песента „Крали Марко“ печели конкурса на националното радио „Хоризонт“ „Пролет 2001“, а „Към таз земя“ заема второ място в конкурса „Моята причина да остана в България“. Албумната версия на песента е изцяло акустична, докато на живо групата представя един доста по-твърд и енергичен неин вариант. Албумът завършва с два инструментала „Здрач“ и „Кукери“.

## Песни
1. Зора
2. Аз тебе, либе, съм залюбил
3. Крали Марко
4. Самодива
5. Към таз земя
6. Дяволска щерка
7. Моля те
8. Ще остана тук
9. Здрач
10. Кукери

Има едно парче The Flight, което е на английски език, и което е включено в някои неофициално издавани версии на албума „Пробуждане“ в САЩ в периода когато Александър Стоянов е в страната.

## Външни прератки
- Свободно сваляне на песните от албума на www.balkandji.org Архив на оригинала от 2008-10-13 в Wayback Machine.